# رانینگ وایلد (ترانه جین)
«رانینگ وایلد» (انگلیسی: Running Wild) ترانه‌ای از خواننده اهل کره جنوبی، جین از نخستین آلبوم استودیویی او به نام خوشحال است. این قطعه در ۵ نوامبر ۲۰۲۴ به عنوان تک‌آهنگ توسط بیگ هیت میوزیک منتشر شد.

## جدول‌های موسیقی
| جدول (۲۰۲۴–۲۰۲۵)                  | بالاترین جایگاه |
| --------------------------------- | --------------- |
| بولیوی (بیلبورد)                  | ۲۳              |
| کانادا (۱۰۰ تک‌آهنگ داغ کانادا)    | ۶۸              |
| ۲۰۰ آهنگ جهانی (بیلبورد)          | ۵               |
| هنگ کنگ (بیلبورد)                 | ۳               |
| ژاپن (۱۰۰ آهنگ داغ ژاپن)          | ۲۴              |
| تک‌آهنگ‌های ترکیبی ژاپن (اوریکون)   | ۴۵              |
| لیتوانی (آگاتا)                   | ۲۷              |
| لیتوانی ایرپلی (تاپ‌هیت)           | ۸۸              |
| تک‌آهنگ‌های داغ نیوزیلند (آرام‌ان‌زی) | ۶               |
| پرو (بیلبورد)                     | ۲۰              |
| فیلیپین هات ۱۰۰ (بیلبورد)         | ۹               |
| سنگاپور (آرآی‌ای‌اس)                | ۲               |
| کره جنوبی (سرکل)                  | ۶۹              |
| تایوان (بیلبورد)                  | ۱۴              |
| امارات متحده عربی (آی‌اف‌پی‌آی)      | ۱               |
| تک‌آهنگ‌های بریتانیا (اوسی‌سی)       | ۲۵              |
| بیلبورد هات ۱۰۰ ایالات متحده      | ۵۳              |

| جدول (۲۰۲۴)      | جایگاه |
| ---------------- | ------ |
| کره جنوبی (سرکل) | ۱۶۹    |

## تاریخچه انتشار
| منطقه   | تاریخ          | فرمت                              | ورژن   | ناشر      | منابع  |
| ------- | -------------- | --------------------------------- | ------ | --------- | ------ |
| مختلف   | ۱۵ نوامبر ۲۰۲۴ | سی‌دی تک‌آهنگ دانلود دیجیتال استریم | اصلی   | بیگ هیت   | [ ۲۱ ] |
| مختلف   | ۱۵ نوامبر ۲۰۲۴ | سی‌دی تک‌آهنگ                       | بی‌کلام | بیگ هیت   | [ ۲۲ ] |
| مختلف   | ۱۹ نوامبر ۲۰۲۴ | دانلود دیجیتال استریم             | ریمیکس | بیگ هیت   | [ ۲۳ ] |
| ایتالیا | ۱۳ دسامبر ۲۰۲۴ | رادیو ایرپلی                      | اصلی   | یونیورسال | [ ۲۴ ] |